# Willy Scholl

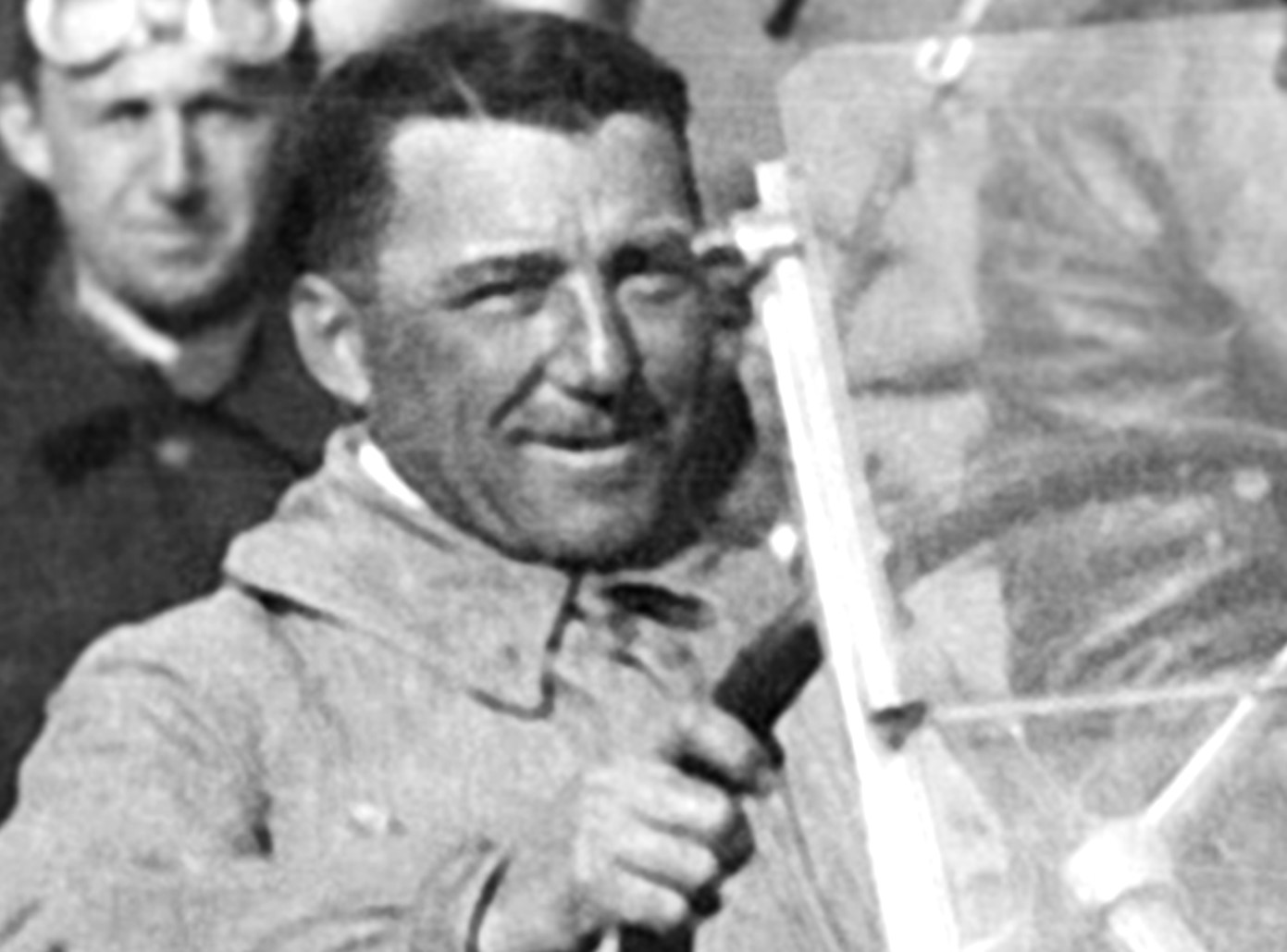
Willy Scholl (1924)

Wilhelm „Willy“ Scholl (* 4. Mai 1886 in Heidelberg, † unbekannt) war ein deutscher Automobilrennfahrer.

## Leben
Wilhelm Scholl absolvierte eine Lehre bei Benz & Cie. Mit Unterbrechungen war er 18 Jahre bei dem Mannheimer Automobilhersteller im In- und Ausland beschäftigt. Bereits 1906 feierte er seinen ersten Sieg mit einem 24/40 Benz Kettenwagen in Argentinien. 1913 wurde er technischer Leiter bei der russischen Benz-Filiale in Moskau. Kurz vor dem Ausbruch des Ersten Weltkriegs 1914 gewann er den Großen Preis von Russland in St. Petersburg. Mit einem 150 PS Grand Prix Benz und einem 100 PS Benz Prinz-Heinrich-Wagen feierte Scholl in Russland eine Siegesserie mit 23 ersten Preisen.
Nach dem Krieg wurde er in Schönau Werksfahrer bei Wanderer, unter anderem mit Einsätzen auf der AVUS 1921 und der Targa Florio 1922. Ende 1922 wechselte Scholl zur aufstrebenden Automobilfirma AGA nach Berlin und machte sich einen Namen als erfolgreicher Rennfahrer bei Veranstaltungen wie Solitude, Klausenrennen oder Targa Florio.
1925 wurde er Leiter der Rennabteilung bei Horch in Berlin. Ursprünglich war geplant, mit dem ebenfalls von AGA gewechselten Ingenieur Philip einen Renntyp zu entwickeln, aber letztlich beschränkten sich Scholls Einsätze auf Tourenfahrten mit dem Einheitsmodell 10/50. Nach durchwachsenen Ergebnissen verließ er Horch und startete als Privatfahrer mit unterschiedlichen Amilcar-Typen, zuletzt mit einem C6 beim großen Preis der Nationen auf dem Nürburgring.

## Galerie

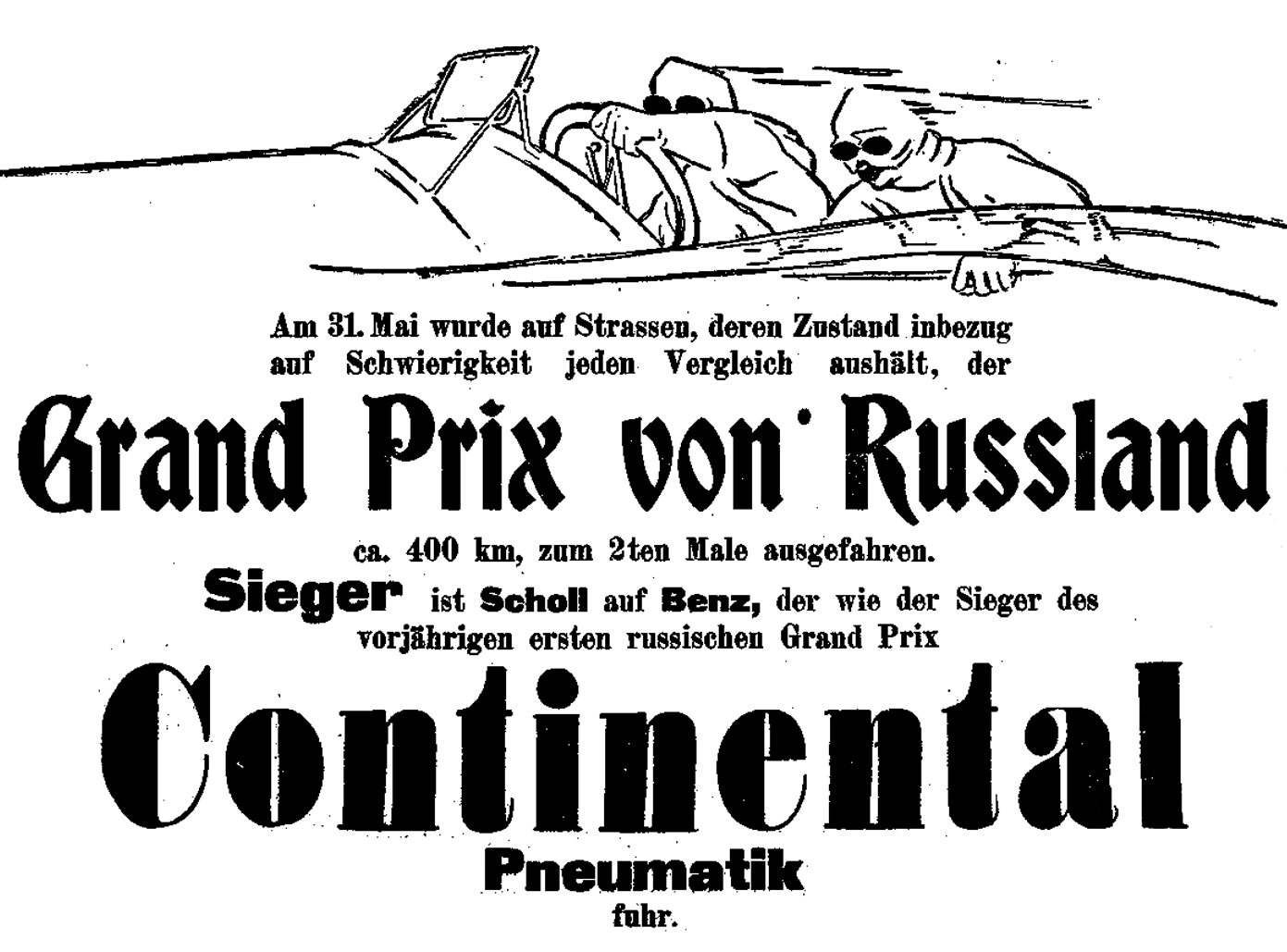
Plakat mit Scholls Sieg beim Großen Preis von Russland 1914 im 150 PS Benz
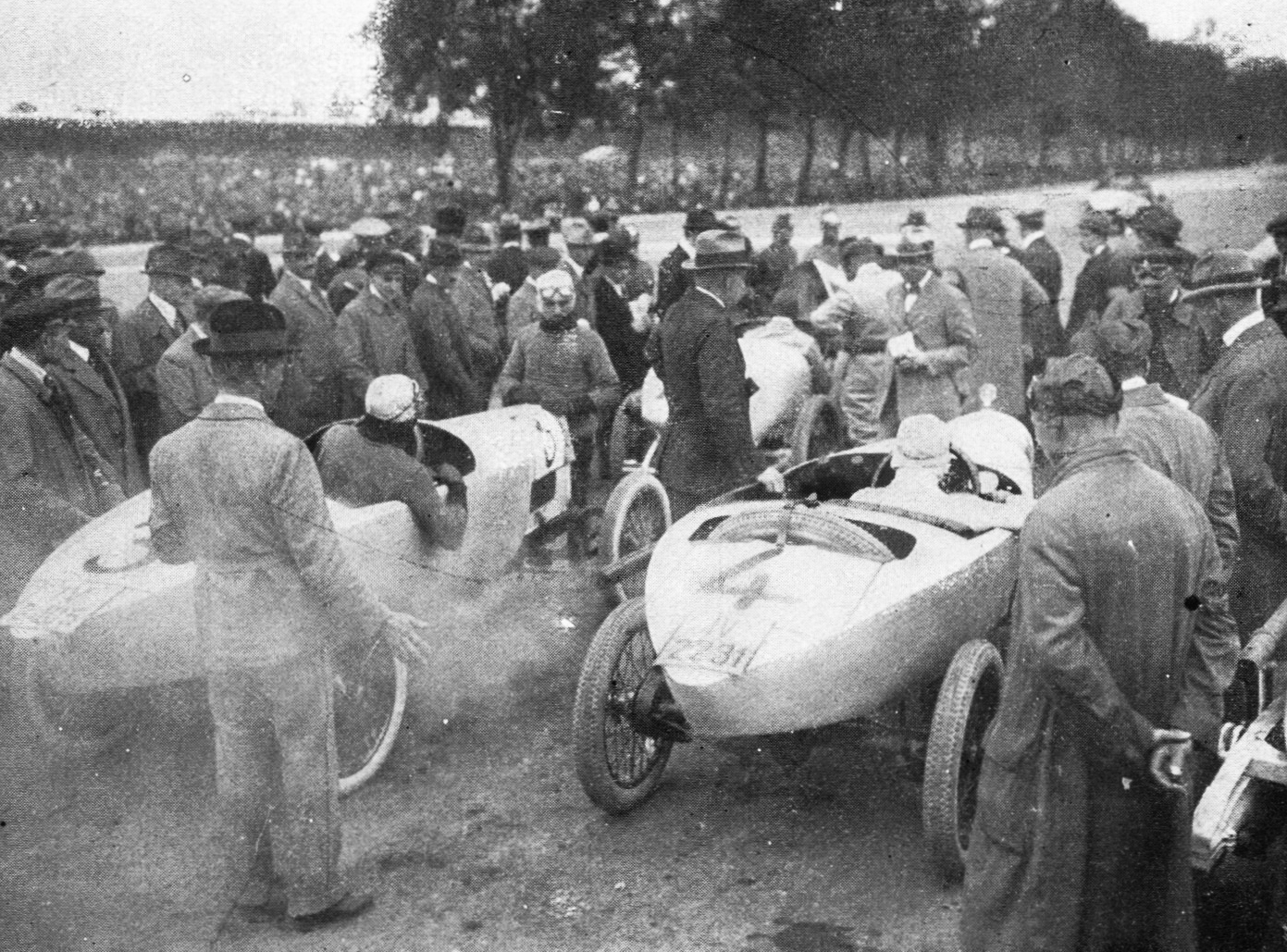
Start im Wanderer 5,7/20 auf der AVUS in Berlin, 1921, Number 4 ist Willy Scholl
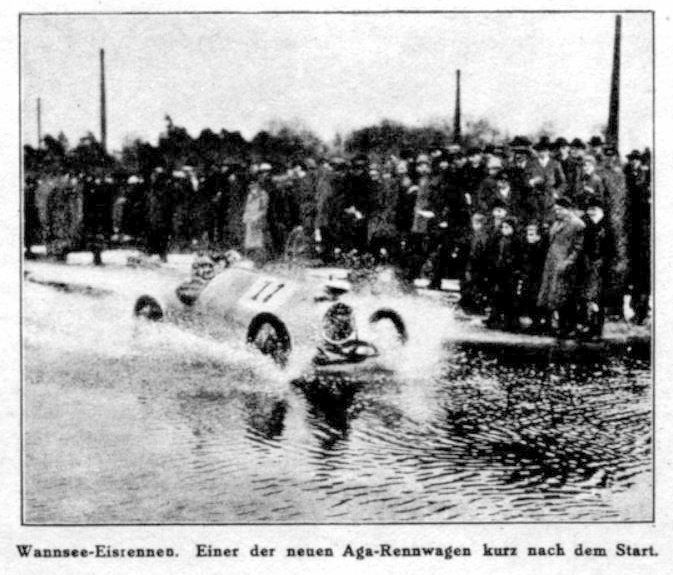
Scholl gewinnt ein Rennen am Wannsee 1924
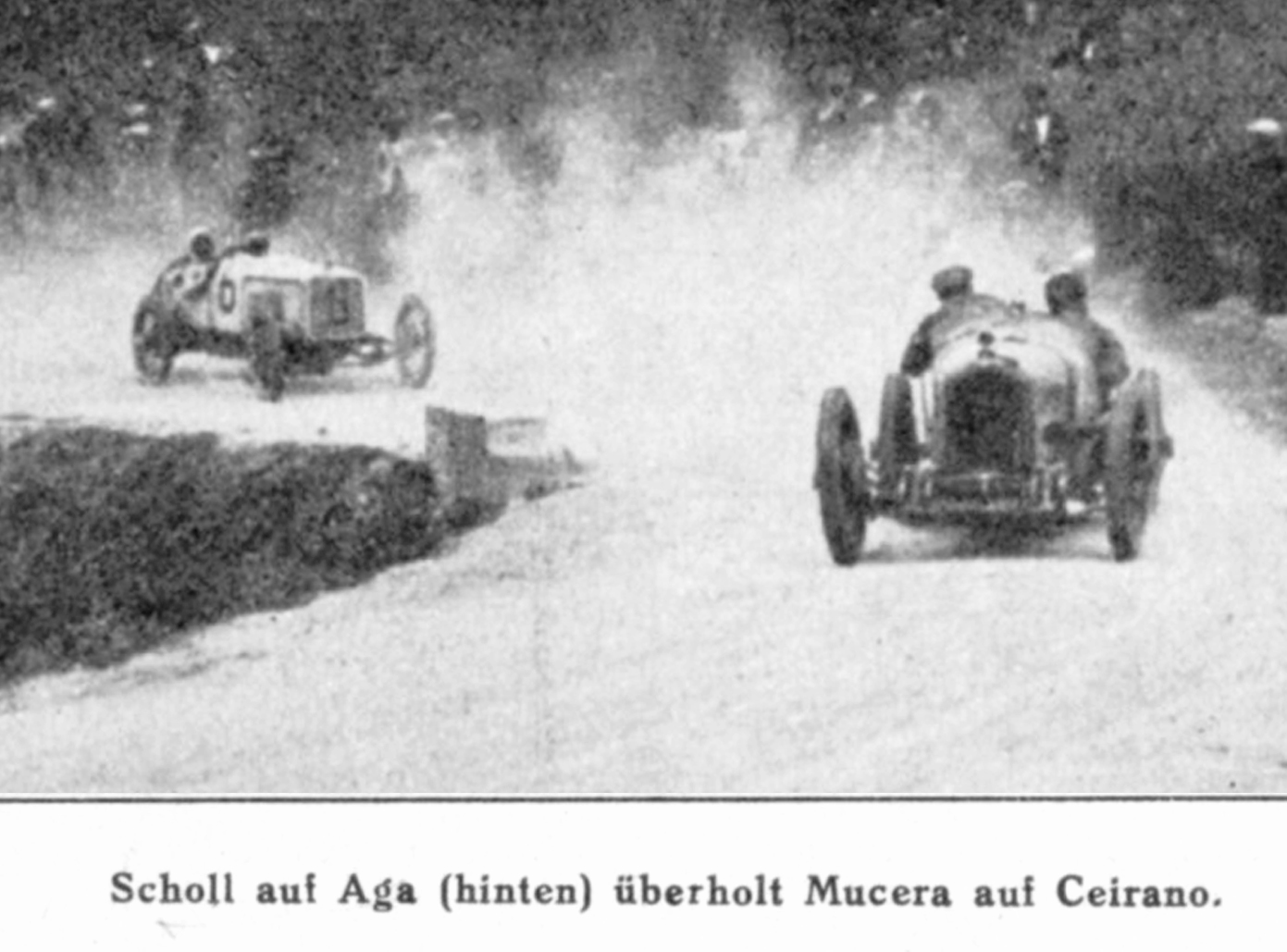
Scholl bei der  1924 Targa Florio
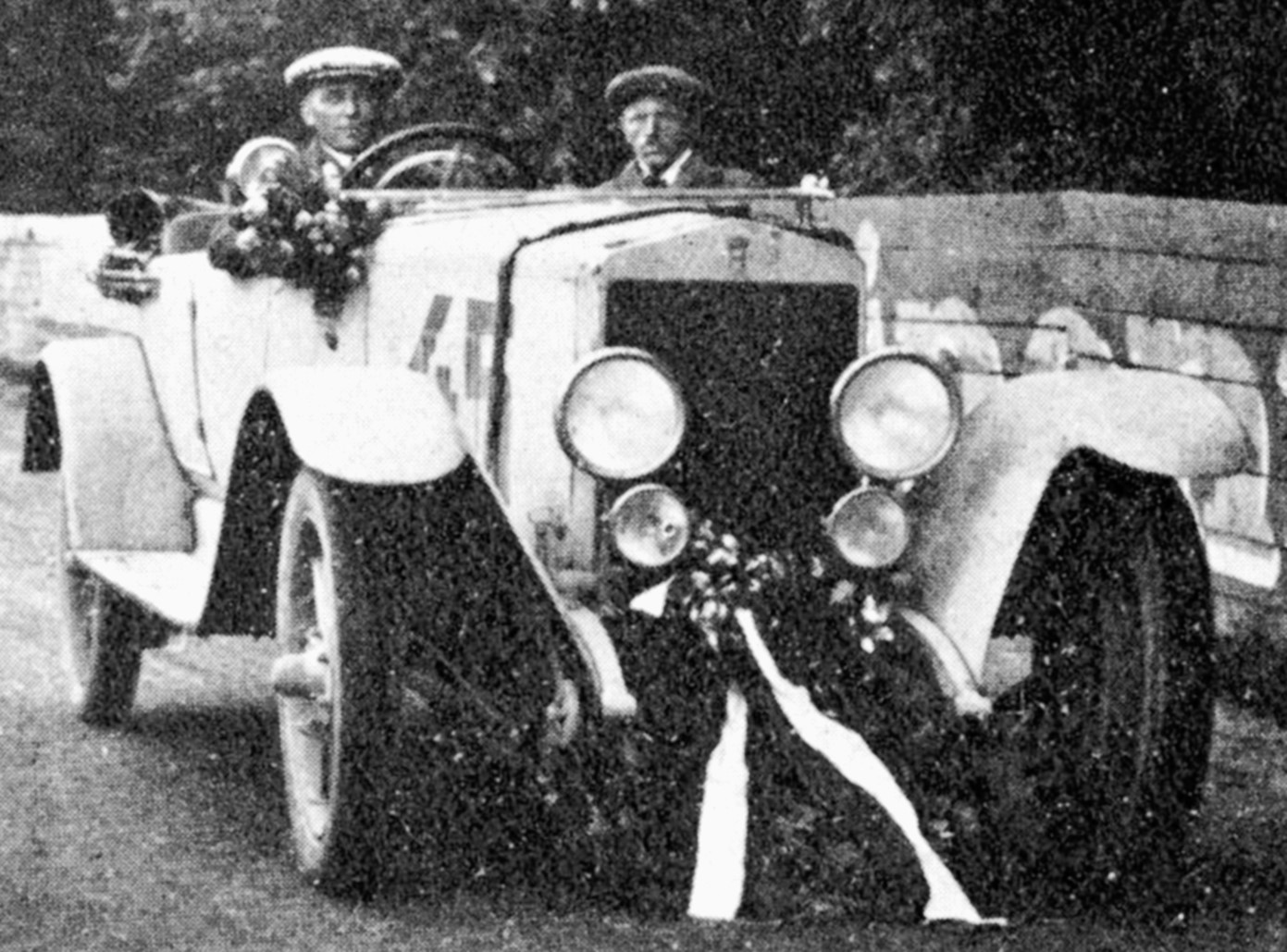
Taunusrennen 1935
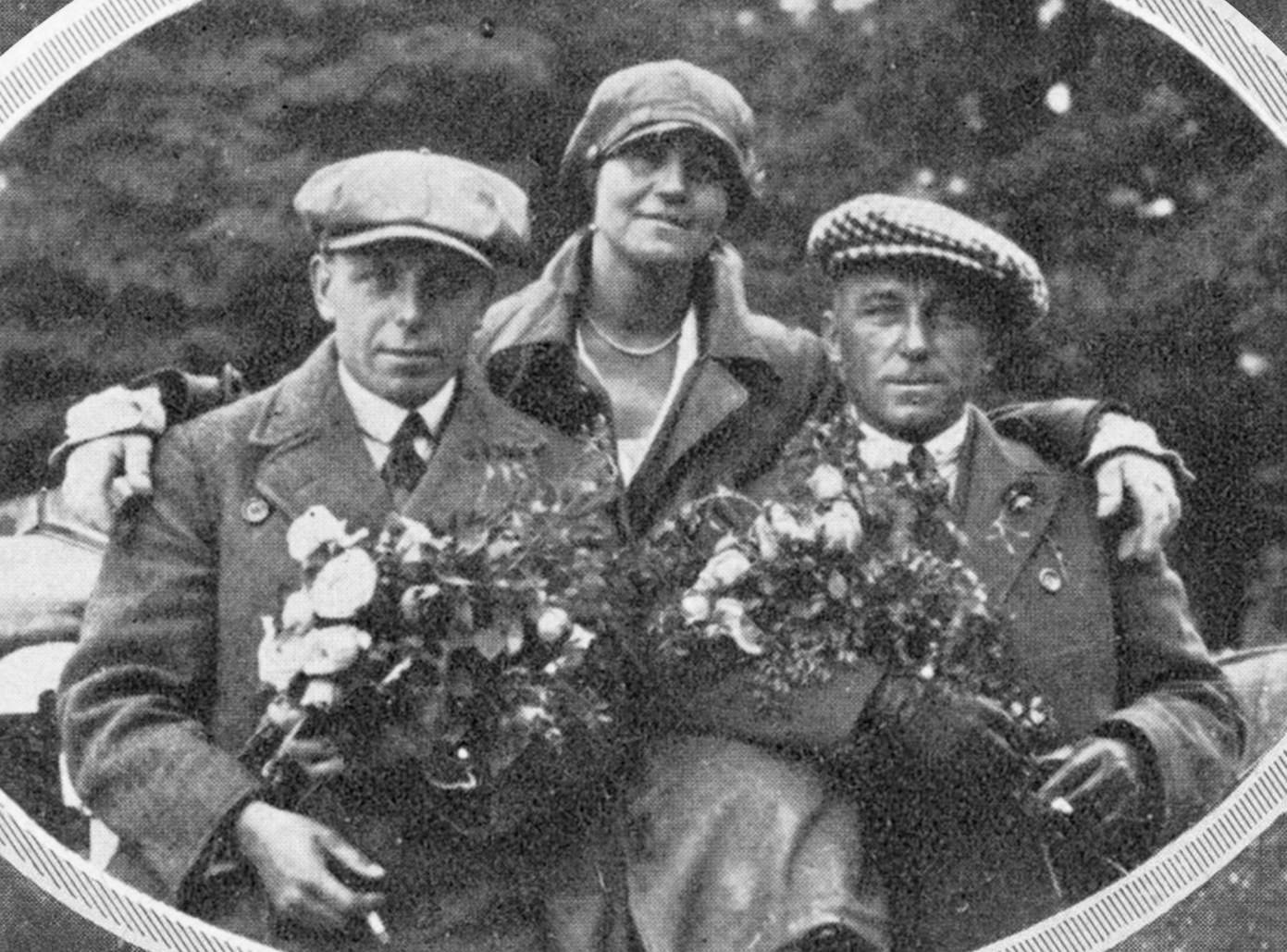
Sieg beim Taunusrennen 1925

## Statistik

### Ergebnisse
Übersicht der Rennen, an denen Willy Scholl beteiligt war.
| Datum                           | Resultat      | Renntyp     | Rennen                              | Klasse                             | Wagentyp              | Startnr. |
| ------------------------------- | ------------- | ----------- | ----------------------------------- | ---------------------------------- | --------------------- | -------- |
| 31. August 1913                 | 1             | Sprint      | Werstrennen Moskau                  |                                    | BENZ RD- 150 PS       |          |
| 9.–14. September 1913           |               | Tour        | Odessa Zuverlässigkeitsfahrt        |                                    |                       |          |
| 25. Mai 1914                    | 1             | Sprint      | Werstrennen Petersburg              |                                    | BENZ RD- 150 PS       |          |
| 31. Mai 1914                    | 1             | Grand Prix  | Großer Preis von Russland           |                                    | BENZ RD- 150 PS       | 1        |
| 14. Juni 1914                   | 1             | Sprint      | Werstrennen Moskau                  | 9. Kategorie                       | BENZ RD- 150 PS       |          |
| 14. Juni 1914                   | 1             | Spint       | Werstrennen Moskau                  | 8. Kategorie                       | 100 PS Prinz Heinrich |          |
| 19. Juni 1921                   | 4             | Sprint      | Reichsfahrt                         | 4. Klasse up to 100.000 Reichsmark | Wanderer 4,99 PS      | 95       |
| 24. September 1921              | DNF           | Rennen      | AVUS                                | VIB: up to 6 tax hp                | Wanderer 5,7/20       | 4        |
| 2. April 1922                   | DNF           | Rennen      | Targa Florio                        | Turismo/Sport 1.5                  | Wanderer 5/15         | 8        |
| 3. Juni 1922                    | 1             | Tour        | ADAC Sachsenfahrt                   |                                    | AGA                   |          |
| 8. Oktober 1922                 | 2             | Bergrennen  | Schwabenbergrennen                  | Tourenwagen bis 1,5 l              | AGA                   | 4        |
| 17. Juni 1923                   | 1             | Bergrennen  | Solitude Bergpreis                  | bis 6 PS (Klasse 5)                | AGA 6/30 TF           | 102      |
| 29. Juli 1923                   | 1             | Begrennen   | Klausenrennen                       | bis 1500 cm³                       | 6/30 AGA              | 76       |
| 16. September 1923              | 2             | Tour        | Russische Zuverlässigkeit           | bis 8 PS                           | AGA Typ A Tourer      | 49       |
| September 1923                  | 2             | Sprint      | Spintrennen St. Petersburg          | bis 6 PS                           | AGA Typ A Tourer      | 49       |
| 21. Oktober 1923                | DNA           | Grand Prix  | Gran Premio de Penya Rhin           |                                    | AGA 6/30              | –        |
| 25. November 1923               | DNA           | Rennen      | Circuito del Garda                  | bis 1500 cm³                       | AGA 6/30 (1,5l s-4)   | –        |
| 20. Januar 1924                 | 2             | Rennen      | Wannsee Eisrennen                   | bis 6 PS                           | AGA 6/30              | 11       |
| 27. Januar 1924                 | 1             | Sprint      | Wannsee Eisrennen - Wiederholung    | Wannsee Eisrennen - Wiederholung   | AGA 6/30              | 11       |
| 27. April 1924                  | 2(16)         | Rennen      | Targa Florio                        | Klasse 3 Racing/Sport 1.5          | AGA 6/30 TF           | 6        |
| 18. Mai 1924                    | DNF           | Rennen      | Großer Solitude Bergpreis           |                                    | AGA 6/30 TF           | 91       |
| 21. Juni 1925                   | 1. Team       | Rennen/Tour | Taunusrennen                        |                                    | Horch 10/50           | 45       |
| 18. August – 18. September 1925 | Ohne Strafpkt | Tour        | Russische Zuverlässigkeitsfahrt     |                                    | Horch 10/50           | 48       |
| 19.–27. Juli 1926               | Mit Strafpkt. | Rennen/Tour | Süddeutsche Tourenfahrt             |                                    | Horch 10/50           |          |
| 23.–24. Juli 1926               |               | Tour        | Sachsenfahrt                        |                                    | Horch 10/50           |          |
| 17.–18. Juli 1926               | 2             | Tour        | Brandenburgische Dauerprüfung       | Klasse 4                           | Horch 10/50           |          |
| 30. August – 4. September 1926  | Mit Strafpkt. | Tour        | Reichsfahrt                         |                                    | Horch 10/50           |          |
| 20. September 1926              | 1             | Rennen      | Buckower Dreiecksrennen             | bis 4 PS                           | Amilcar Sport CGS     |          |
| 4. September 1927               | 1             | Rennen      | Heide Rennen                        | bis 1100 cm³                       | Amilcar CGSs          |          |
| 11. September 1927              | 1             | Bergrennen  | Naumburger Bergrennen               | bis 1100 cm³                       | Amilcar               |          |
| 16. September 1927              | 1             | Rennen      | Buckower Dreiecksrennen             | bis 1100 cm³                       | Amilcar               | 45       |
| 29. Juni 1928                   | 2             | Bergrennen  | Bergrennen Baden Baden              | bis 1,5 l                          | Amilcar               |          |
| 1. April 1928                   | Ohne Strafpkt | Tour        | Brandenburgische Dauerprüfungsfahrt | 1500–2000 cm³                      | Amilcar               |          |
| 29. Juli 1928                   | 1             | Bergrennen  | Gabelbachrennen Ilmenau             | bis 1,5 l (Klasse H/F)             | Amilcar               |          |
| 5. August 1928                  | 2             | Bergrennen  | ADAC-Bergrekord                     | bis 1,5 l                          | Amilcar C6            |          |
| 19. August 1928                 | –             | Rennen      | Buckower Dreiecksrennen             | 1100 cm³                           | Amilcar C6            | 10       |
| 2. September 1928               | 1             | Rennen      | Heide Rennen                        | bis 1100 cm³                       | Amilcar C6            | 84       |
| 14. Juli 1929                   | 5 (12)        | Rennen      | Großer Preis von Deutschland        | V: bis 1,5 l                       | Amilcar C6            |          |